# 延齢君
延齢君（ヨルリョングン、えんれいくん、연령군、1699年7月5日（康熙38年6月13日） - 1719年5月5日（道光16年3月20日）は、李氏朝鮮の王族。本貫は全州李氏。諱は昍（フォン、훤）、幼諱は仁壽。字は文叔。諡号は孝憲。粛宗六男。景宗及び英祖の異母弟。
粛宗から䄙嬪朴氏と共に寵愛を受けて、様々な特典を受けた。しかし21歳で卒去する。現在でも粛宗の寵愛から推測されるのは、王位継承権を譲渡されると見られる程である。実子はいない。
卒後は恩信君が家督相続を受けて、璿源系譜紀略に於いては、玄孫に高宗が属籍している。実際の所、恩信君は延齢君卒去から36年後の1755年生まれで荘献世子の四男という立場から延齢君の家督を継いだ養子である。恩信君も実子なく、17歳で卒去。南延君が恩信君の養子となる。よって南延君は養孫、興宣大院君は養曾孫、高宗は養玄孫にあたる。南延君の系統が李王家となる為、延齢君は李王家の義理の先祖ということになる。

## 生涯
1699年7月5日昌慶宮集福軒にて粛宗の第六子として誕生する。末子であり粛宗は延齢君を非常に寵愛した。これは䄙嬪朴氏を寵愛した為でもある。1703年10月3日延齢君に封爵された。この時は5歳であり、王室典範では王子は6歳未満までは君号を封爵しないと有るが、卒去した䄙嬪朴氏の喪主に相応しい待遇が必要として正当化した。反対意見には免官の処置を以って抑制した。10月19日宗親府有司堂上に任官した。宗親府有司堂上は宗親府の要職であり、各所から任官撤回の上疏が上奏されていたが、これを粛宗は無視した。1707年3月9日金東弼の娘と婚礼を挙げた。1708年12月16日粛宗は貞明公主の邸宅を買収して、延齢君宅に改めた。1711年12月14日天然痘を発症した。1716年1月16日昌慶宮を出た。1717年2月7日五衛都摠府都摠管に任官した。1718年5月11日五衛都摠府都摠管に留任した。7月11日司饔院都提調に異動した。1719年5月5日卒去した。諡号を「孝憲」と追贈された。粛宗は延齢君宅を訪問して、3年間は禄俸を支給して、11月15日まで朝市を停止するようにした。

## 略歴
| 元号     | 西暦   | 月日     | 内容                     |
| -------- | ------ | -------- | ------------------------ |
| 康熙42年 | 1703年 | 10月3日  | 延齢君に封爵。           |
| 康熙42年 | 1703年 | 10月19日 | 宗親府有司堂上に任官。   |
| 康熙56年 | 1717年 | 2月7日   | 五衛都摠府都摠管に任官。 |
| 康熙57年 | 1718年 | 7月11日  | 司饔院都提調に異動。     |
| 康熙58年 | 1719年 | 10月2日  | 諡号を「孝憲」と追贈。   |

## 家門
| 尊属 | 尊属 | 尊属 | 尊属     | 尊属           | 尊属                         | 尊属 | 尊属 |
| 続柄 | 続柄 | 続柄 | 続柄     | 諱             | 備考                         |      |      |
| ---- | ---- | ---- | -------- | -------------- | ---------------------------- | ---- | ---- |
| 父   | 父   | 父   | 父       | 粛宗           | 第19代朝鮮国王               |      |      |
| 母   | 母   | 母   | 母       | 䄙嬪朴氏       | 本貫は密陽朴氏。朴孝建の娘。 |      |      |
| 妻子 |      |      |          |                |                              |      |      |
| 続柄 | 続柄 | 続柄 | 続柄     | 諱             | 備考                         |      |      |
| 正室 | 正室 | 正室 | 正室     | 商山郡夫人金氏 | 本貫は商山金氏。金東弼の娘。 |      |      |
|      | 実子 | 実子 | 実子     | なし           |                              |      |      |
| 養子 | 養子 | 養子 | 商原君糼 | 後に離縁。     |                              |      |      |
| 養子 | 養子 | 養子 | 洛川君縕 | 後に離縁。     |                              |      |      |
| 継後 | 継後 | 継後 | 恩信君禛 | 荘献世子の子。 |                              |      |      |